# Blasturm (Gunzenhausen)

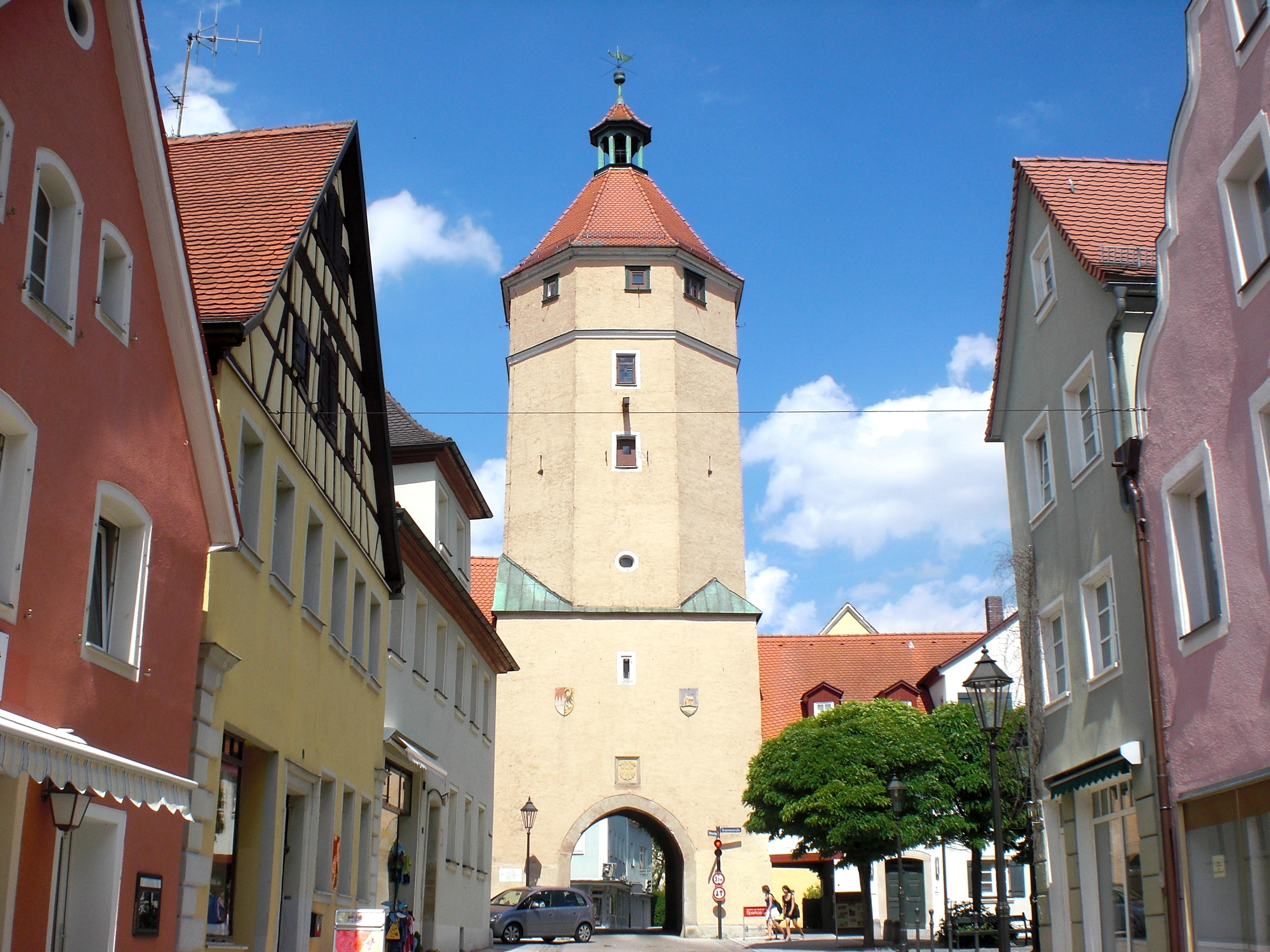
Der Blasturm, aufgenommen im Juni 2009

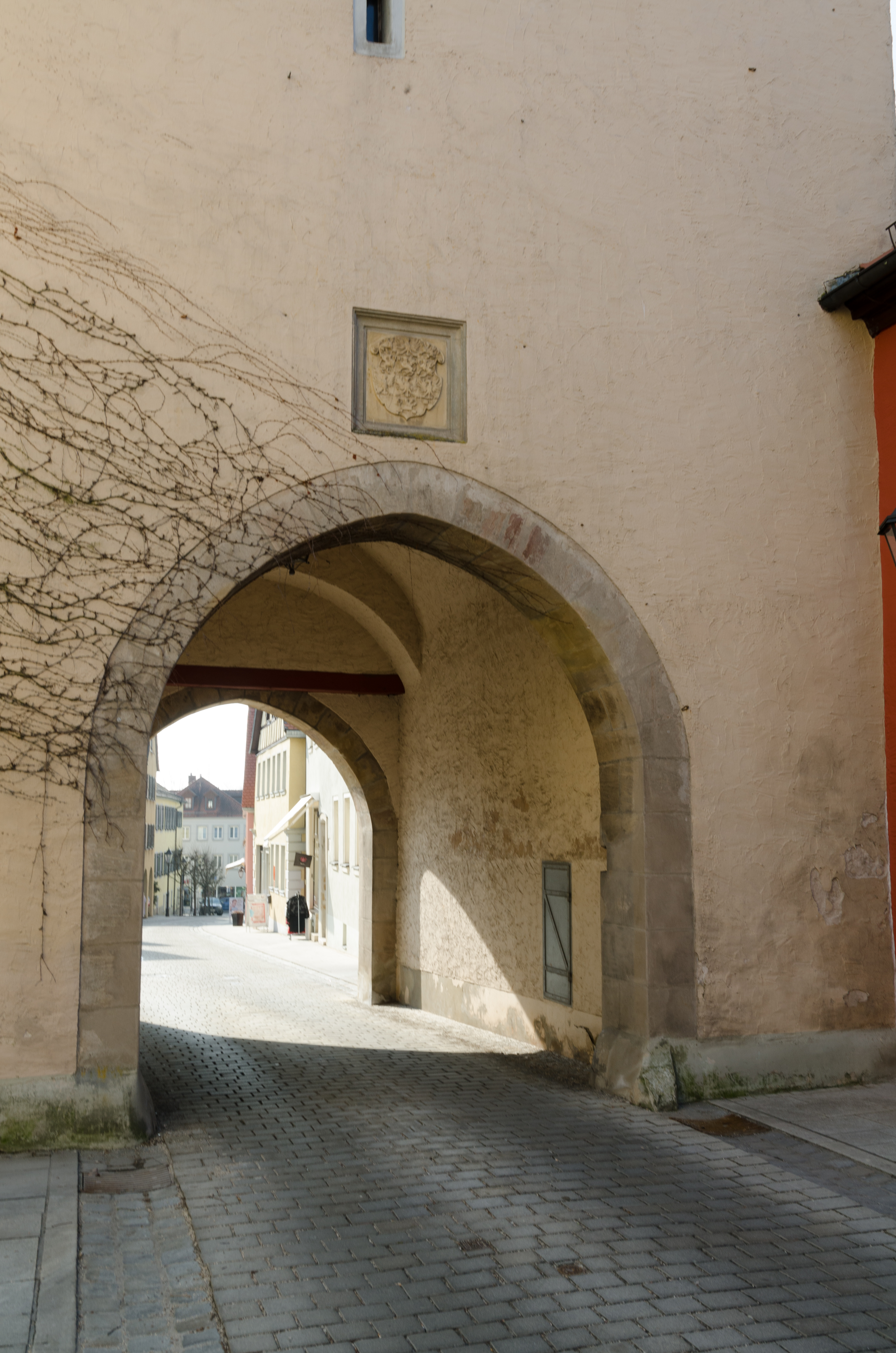
Die Tordurchfahrt

Der Blasturm, auch Ansbacher Torturm oder Neues Tor genannt, ist ein Stadttor der Altstadt von Gunzenhausen im mittelfränkischen Landkreis Weißenburg-Gunzenhausen und hat die postalische Adresse Rathausstraße 13. Er ist unter der Denkmalnummer D-5-77-136-103 als Baudenkmal in die Bayerische Denkmalliste eingetragen.
Der Blasturm ist das letzte erhaltene Tor der Stadt Gunzenhausen. Der Name kommt vom Turmblasen. Der Turm ist 33 Meter hoch und wurde 1466 errichtet. Der Unterbau mit Durchfahrt stammt vom Vorgängerturm aus dem 15. Jahrhundert. 1578 stürzte der Vorgängerbau vermutlich ein, weshalb die oberen Stockwerke 1603 hinzugebaut wurden. Im Turm befand sich die Wohnung des Türmers. Am Turm befinden sich Reste der Gunzenhäuser Stadtmauer.
Der Blasturm besitzt einen achteckigen Turmaufbau mit polygonalem Zeltdach, der von einer Laterne abgeschlossen wird.